# منتخب إثيوبيا لكأس فيد
منتخب إثيوبيا لكأس فيد هو ممثل إثيوبيا الرسمي في كرة المضرب في كأس فيد
.